# Malattia di Legg-Calvé-Perthes
La malattia di Legg-Calvé-Perthes fino al 2018 è stata considerata una malattia degenerativa della testa del femore, prendendo anche il nome di osteocondrosi della testa del femore, in quanto colpisce l'epifisi prossimale dell'osso stesso, ora però è considerata necrosi avascolare, idiopatica, asettica e autolimitante (ovvero che guarisce da sé, in maniera totale o parziale). Prende nome da Arthur Legg, Jacques Calvé, e Georg Perthes; fu descritta per la prima volta da Karel Maydl.

## Epidemiologia
Colpisce prevalentemente in età pediatrica, è una malattia abbastanza frequente nei soggetti tra i 3 e i 12 anni, con media di 7 anni. È più frequente nel sesso maschile di quattro volte rispetto alla sua frequenza per il sesso femminile; interessa il nucleo epifisario prossimale del femore all'una o all'altra anca, ma può essere anche bilaterale. Evolve molto lentamente.

## Sintomatologia
Fra i sintomi e i segni clinici ritroviamo dolore da moderato a severo, difficoltà e riduzione del normale movimento, specialmente per quanto riguarda l'abduzione del femore e la sua intrarotazione. Comparsa della zoppia inizialmente dopo esercizio fisico, può diventare poi costante, così come può cronicizzarsi il dolore concomitantemente al cronicizzarsi dell'infiammazione locale. Il dolore può insorgere a seguito di corsa, salto, inginocchiamento ed altre attività, può irradiarsi al ginocchio e causa l'adozione di postura antalgica, caricando il peso sulla gamba non affetta.

## Eziologia
Le cause sono sconosciute. La causa scatenante si pensa sia un problema vascolare dell'arteria circonflessa femorale che causi ischemia della testa del femore, come ad esempio spasmo vascolare, microtrombosi o microinfarti, specie se ripetuti nel tempo. Instauratasi l'ischemia, può verificarsi necrosi del tessuto a valle, il quale verrà poi sostituito da nuovo tessuto osseo, dando così l'aspetto a strato proprio di questa patologia. Il fumo materno durante la gravidanza, basso peso alla nascita, crescita non proporzionata, bassa statura, ritardo di maturità ossea, variazioni ormonali sistemiche e povertà costituiscono fattori di rischio.

## Terapia
Il trattamento generalmente è conservativo e si avvale di trazione, uso di tutori e fisioterapia. In casi gravi da 8 anni in su è contemplato riposo dal carico e osteotomia con fissatori esterni, nonché supporto psicologico. Data l'insorgenza a lungo termine delle complicazioni fisiche, sono in corso alcuni studi che cercano terapie più efficaci, come l'uso di bifosfonati.